# Hetepheres II
Hetepheres II va ser una reina de l'antic Egipte, esposa de Djedefre i un dels personatges més longeus de la quarta dinastia.

## Biografia
Era filla de Jufu. Va néixer durant el regnat del seu avi, Snefru, o durant els primers anys de regnat del seu pare. Una inscripció fragmentada trobada a la tomba de Meretites sembla indicar que aquesta era la seva mare.
Durant el regnat de Jufu (Kheops), Hetepheres II es va casar amb el seu germà, el príncep hereu Kauab, amb qui va tenir almenys un fill, una nena anomenada Meresanj III. Després de la mort de Kauab es va casar amb un altre dels seus germans, Djedefre, que fou el successor del tron. Vídua per segona vegada, va contreure matrimoni amb el djati Ankhaf, un altre membre de la família real, germà de Jufu. La seva filla Meresanj III va contreure matrimoni amb el germà i successor de Djedefre, Jafra (Khefrén).
Si bé el matrimoni dins de la família real era comú, els matrimonis múltiples com en aquest cas no ho eren. Probablement la causa va ser que era dipositària dels drets dinàstics, encara que no va ser «Mare del Rei», però això no explica el tercer matrimoni, encara que s'ha suggerit que va ser per mantenir el seu estatus.

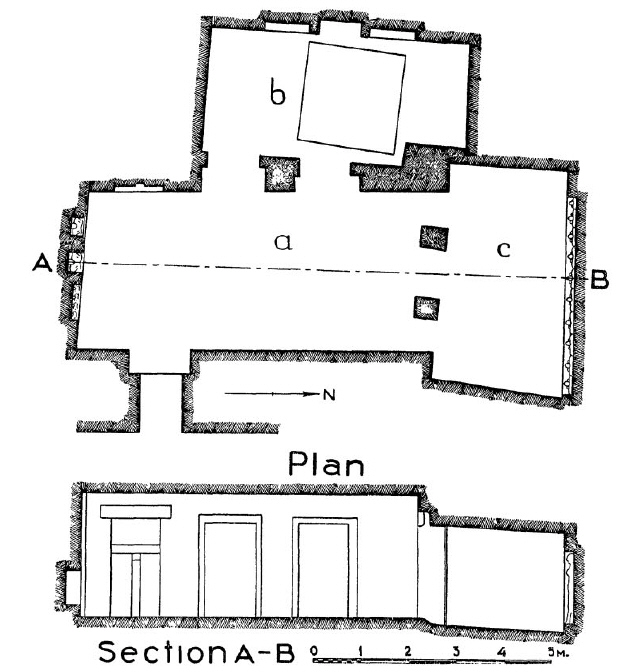
Tomba G7350, originalment destinada a Hetepheres i on està la seva filla Meresanj.

Va sobreviure al seu tercer marit i a la seva pròpia filla, a la qual va cedir la seva tomba, una mastaba a Guiza (G7350). Va morir a principis del regnat de Shepseskaf, el fill i successor de Menkaure, amb el que va ser testimoni del regnat de cinc (o sis, si va néixer en vida de Snefru) faraons de la quarta dinastia. Es desconeix on va ser enterrada, a pesar que tenia una cambra funerària destinada (que mai es va acabar) en la tomba del seu primer marit (mastaba G7110-7120). El descobriment a Abu Rawash d'objectes amb el seu nom podria indicar que la seva tomba, està prop del complex piramidal de Djedefre.

## Testimoniatges de la seva època
- Figures de Hetepheres i Meresanj abraçades, trobades a la tomba G7350. (Museu de Belles arts de Boston)
- Esfinx de Hetepheres II amb nom gravat trobada a Abu Rawash. És l'esfinx més antiga de les trobades.[4]